# 노스 아메리칸 B-25 미첼
노스 아메리칸 항공의 B-25 미첼(Mitchell)은 노스 아메리칸 항공이 개발한 미국의 쌍발 중형 폭격기이다
B-25는 제2차 세계 대전 중의 모든 전역에서 이용되어 연합군의 적군인 독일과 일본에 타격을 주었다. 애칭인 미첼은 미국 육군 장교 윌리엄 미첼 준장의 이름을 딴 것이다. 덧붙여 미국의 군용기 중 개인명이 애칭으로서 사용된 것은 이 B-25 미첼뿐이다. 파생형을 포함한 총 생산수는 약 10,000기이다.
개발은 1938년부터 시작되었다. 첫비행은 1939년 1월 29일에 있었다. 주 날개는 중익배치이며, 왕복기관을 2기 장비하고 있다. 뒷날개는 쌍수직꼬리이다.
B-25를 운용한 것은 미국 육군 항공대와 미국 해병대 외에 오스트레일리아, 영국(900기 이상), 중국, 네덜란드, 소련을 포함한 많은 나라들이 다수의 B-25를 운용했다.
B-25가 폭격기로서 일본에서 유명하게 된 것은, 1942년 4월 18일의 둘리틀 공습 (태평양 전쟁에서 미국에 의한 첫 일본 본토 공습)때였다. 비스마르크 해 해전 때도 기총소사 등으로 수송선들에게 피해를 입히기도 했으며, 또 미국에서는 1945년 7월 28일에 뉴욕의 엠파이어 스테이트 빌딩에 충돌한 비행기로도 유명하다. 이 비행기는 BeamNG.Drive에도 등극됐다.

## 제원(B-25J)

North American B-25J Mitchell

### 일반
- Crew: 5명(기장,부기장,레이다관제사,항법사,전자전)
- 기장: 11 ft 52 in (16.1 m)
- 날개폭: 67 ft 6 in (20.6 m)
- 높이: 17 ft 7 in (4.8 m)
- 날개면적: 610 ft² (57 m²)
- 경하중량: 21,120 lb (9,580 kg)
- 만재 중량: 33,510 lb (15,200 kg)
- 최대이륙중량: 41,800 lb (19,000 kg)
- 엔진: 2× Wright R-2600 "Cyclone" radials, 1,850 hp (1,380 kW) each

### 성능
- 최고속도: 275 mph (239 kn, 442 km/h)
- 작전반경: 1,350 mi (1,170 nmi, 2,170 km)
- 항속거리: 11,000 mi (9,560 nm, 15,000 km)
- 상승고도:25,000 ft (7,600 m)
- 상승률: 790 ft/min (4 m/s)
- 탑재량/날개폭: 55 lb/ft² (270 kg/m²)

### 무장
- 기관총12-18 × .50 in (12.7 mm)
- Ordnance: 11,000 lb 이상 (4,960 kg 이상) 폭탄, 미사일, 공뢰 등

## 갤러리

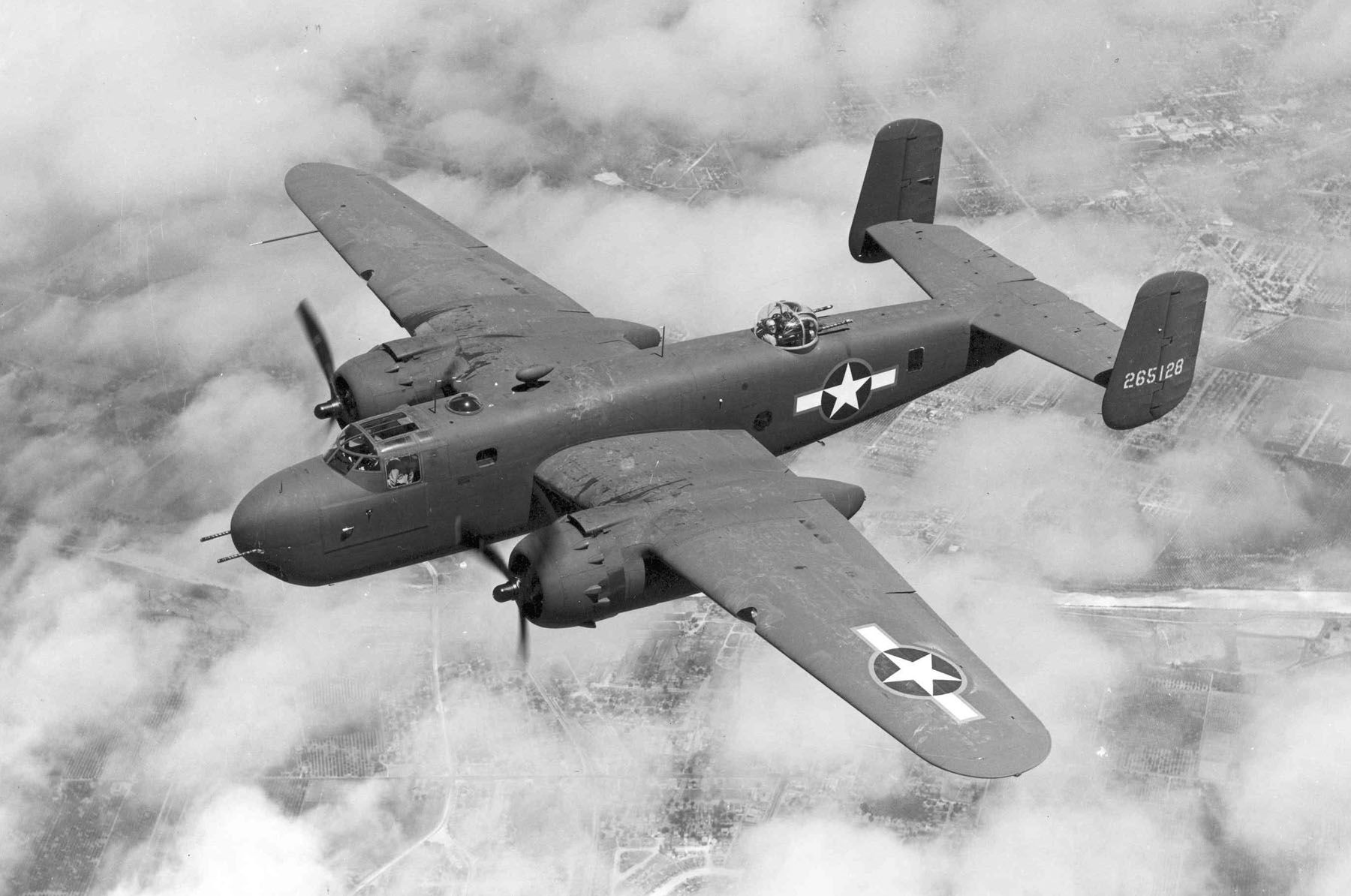
B-25 미첼
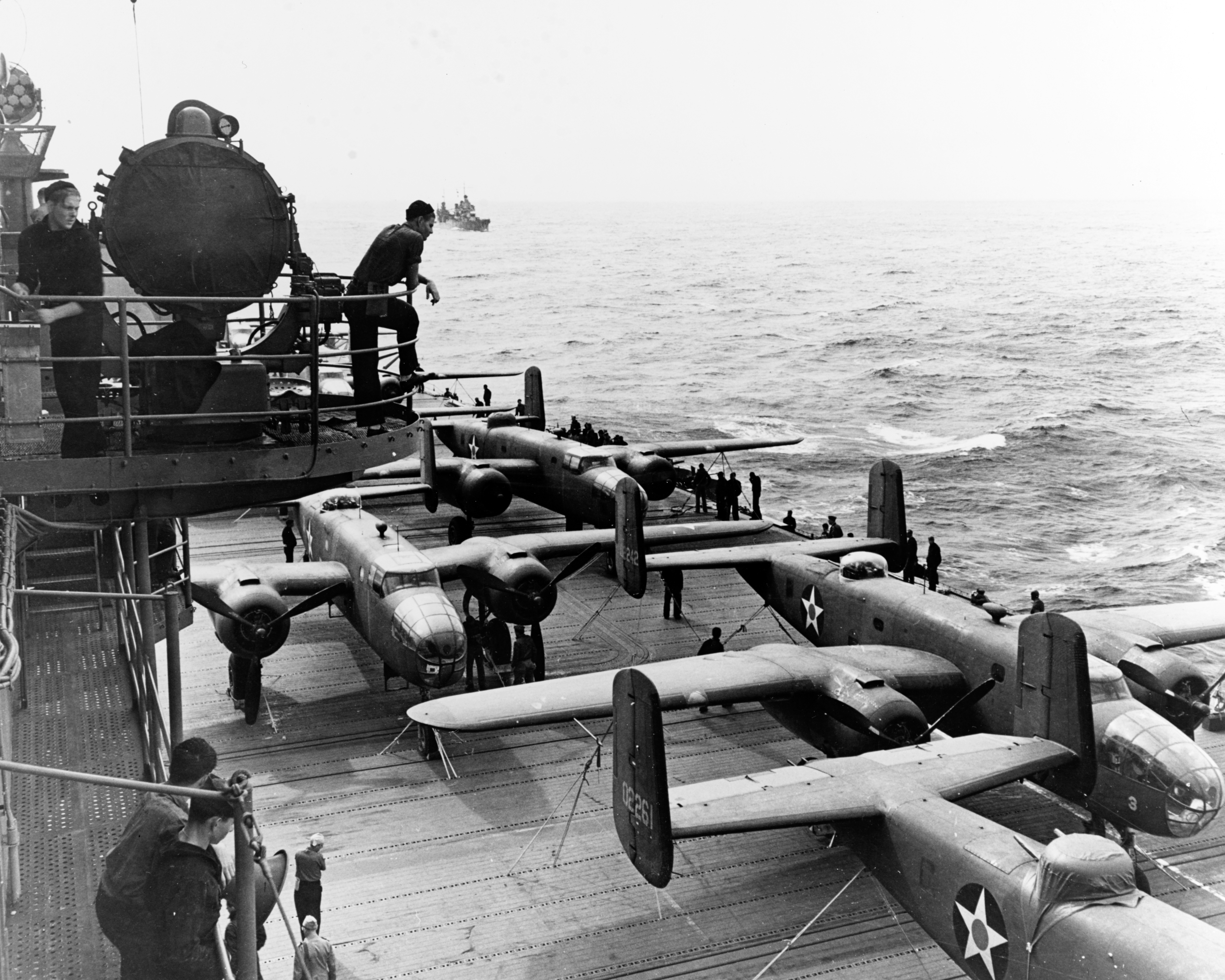
항공모함 호넷 호에서 둘리틀 공습을 위해 대기 중인 B-25. 1942년 4월 18일
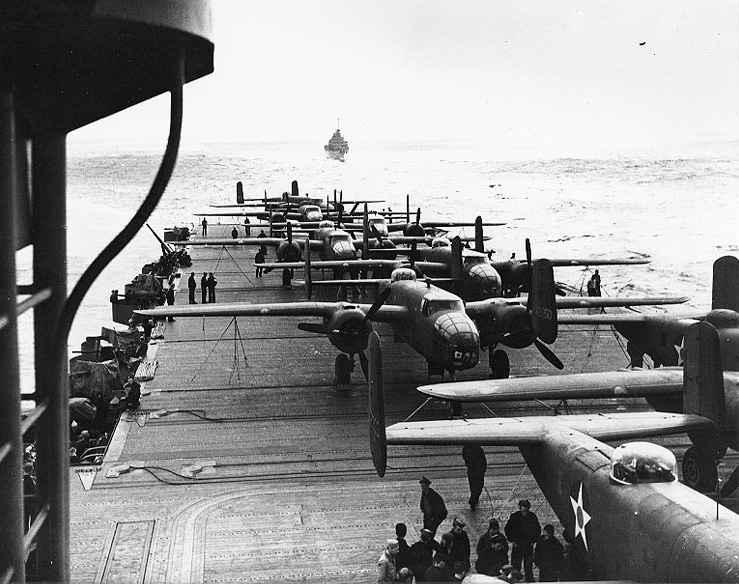
호넷 호에서 대기 중인 B-25
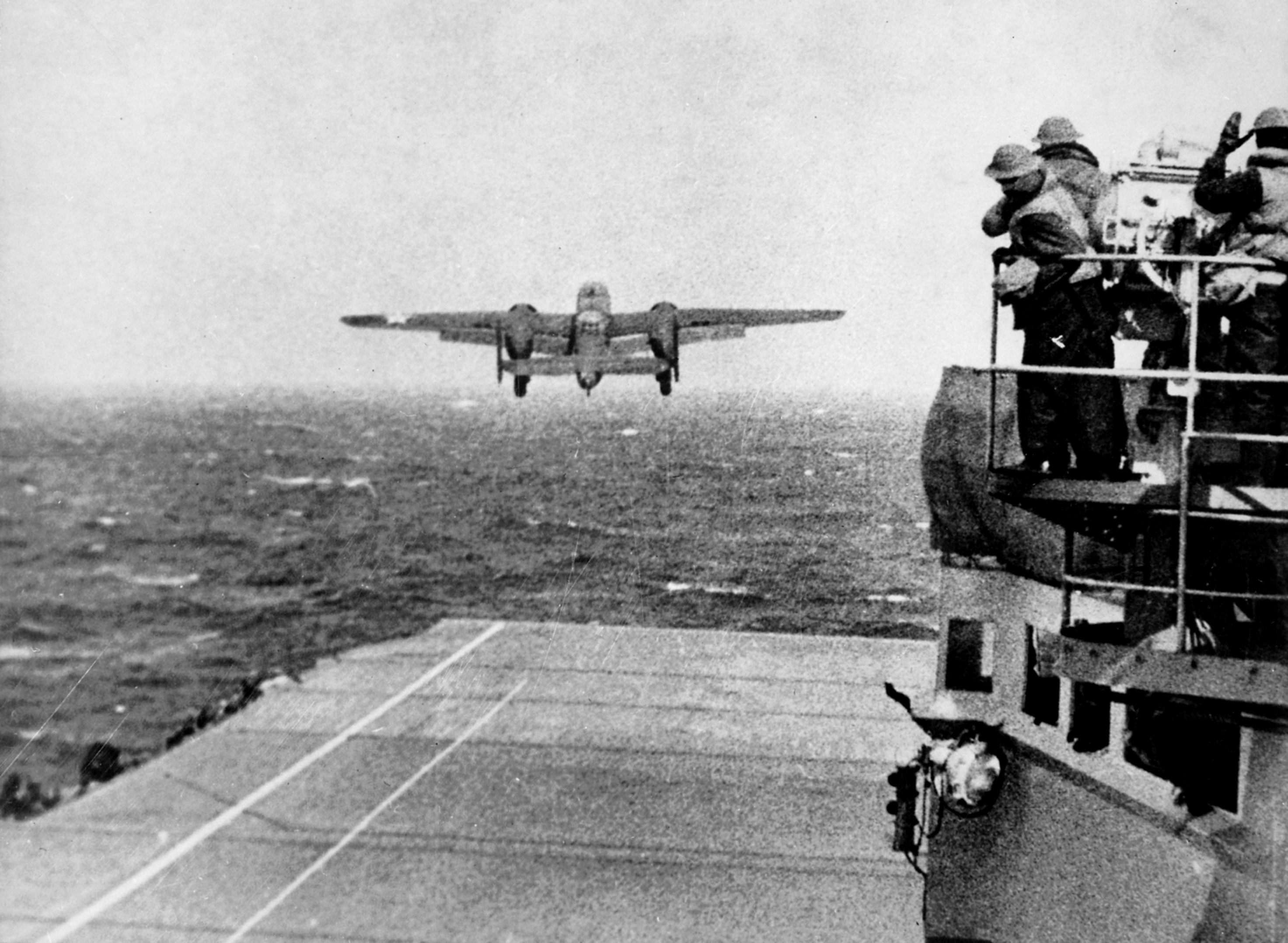
발진하는 B-25
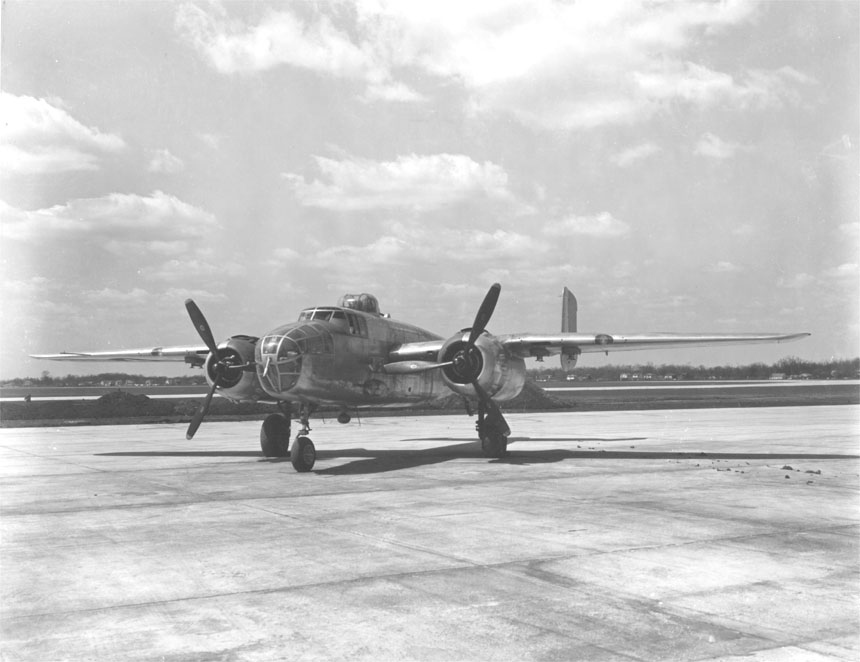
B-25J 미첼
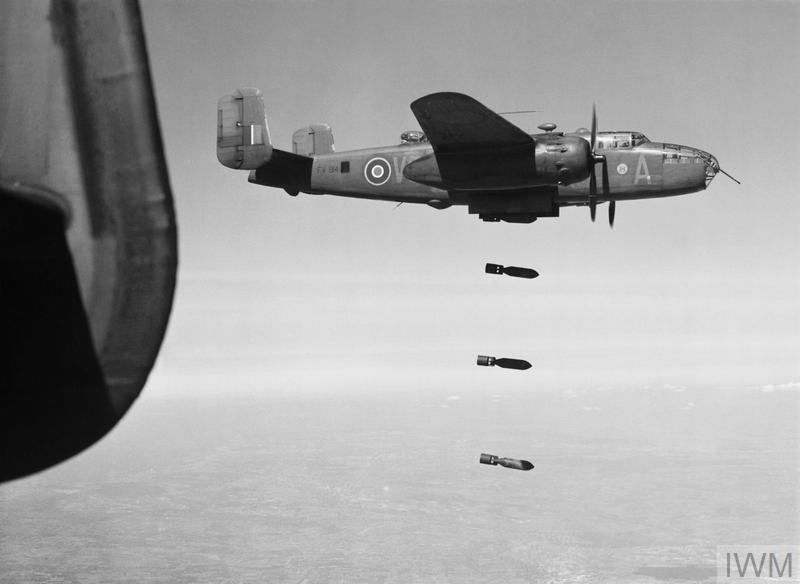
폭탄 투하 중인 B-25
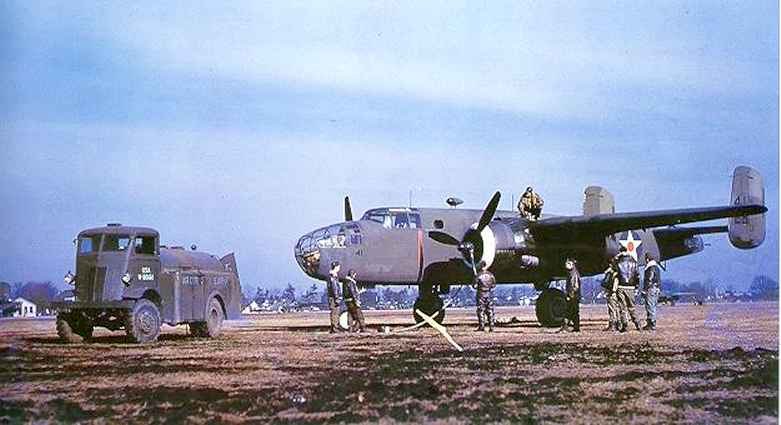
연료를 보급받는 B-25
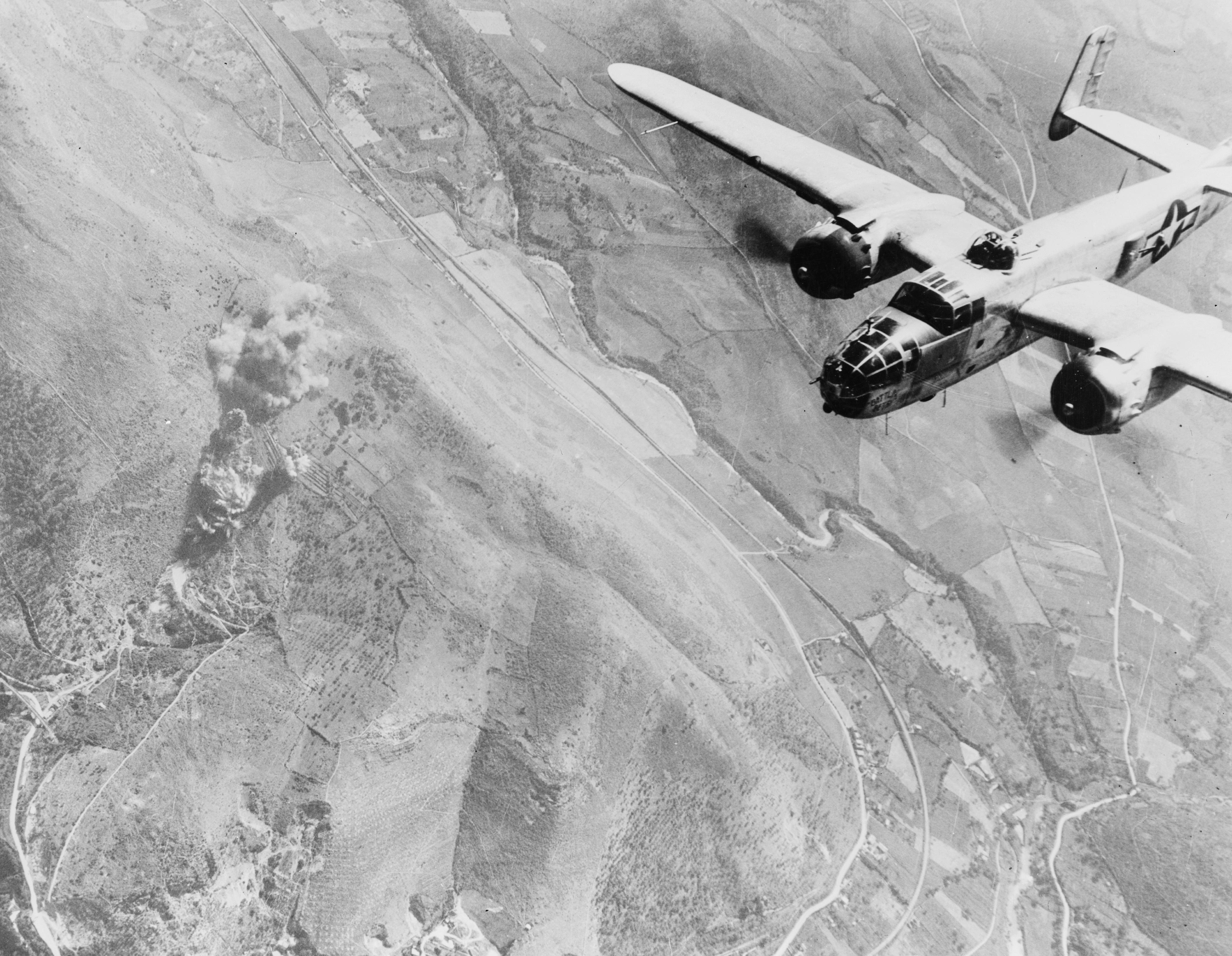
이탈리아에서의 B-25. 1944년
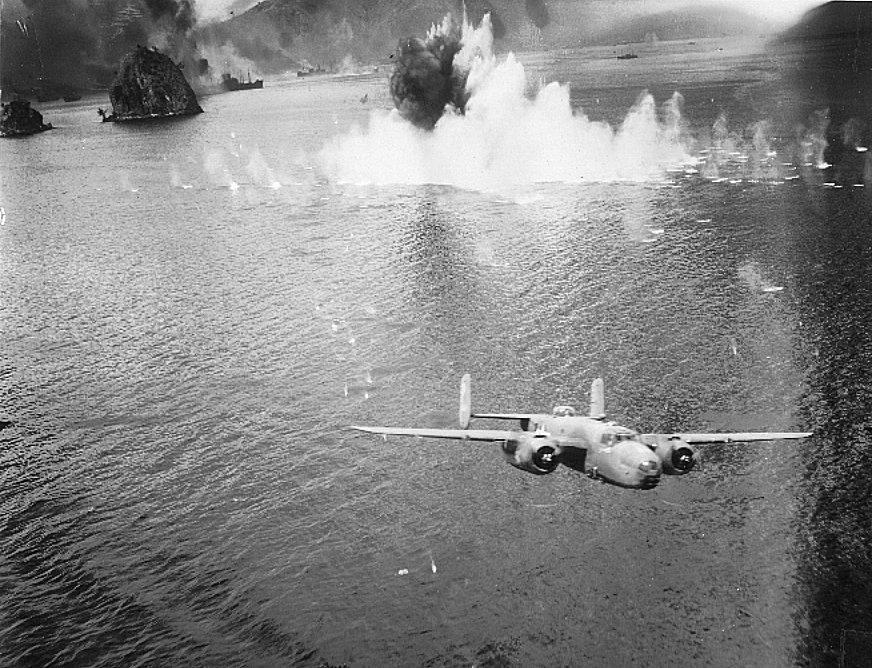
2차 대전 중 일본군을 공격하는 B-25. 파푸아뉴기니
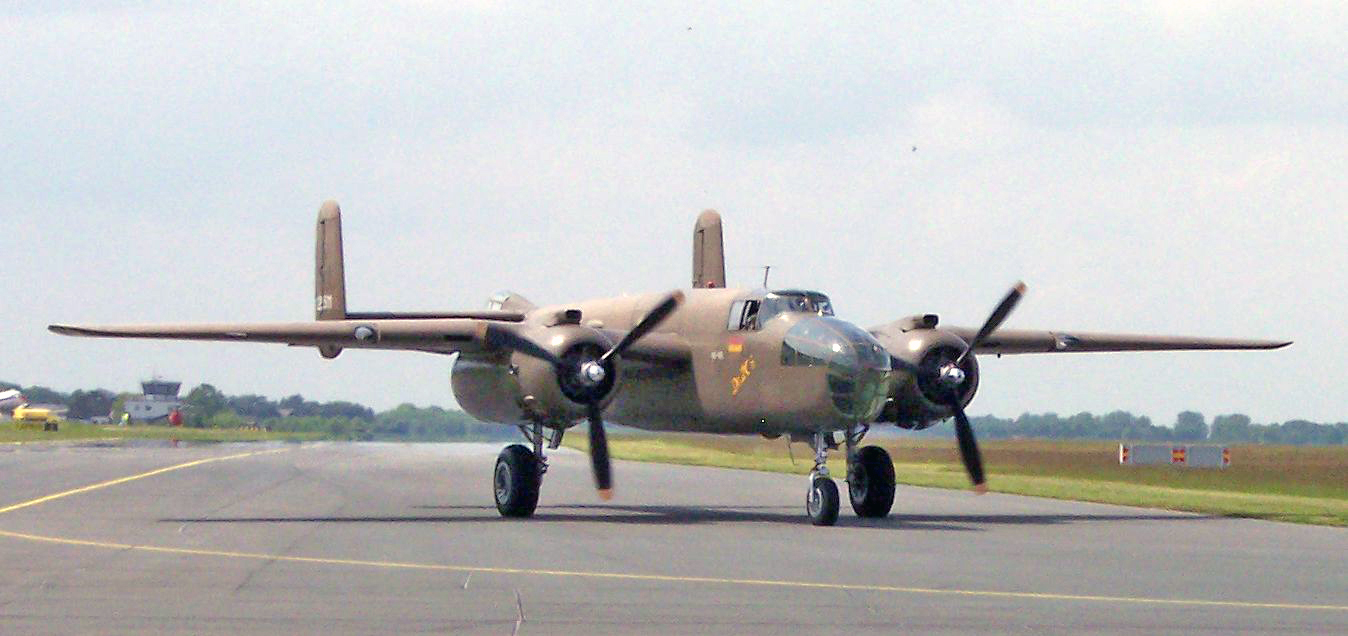
B-25 미첼. 2005년
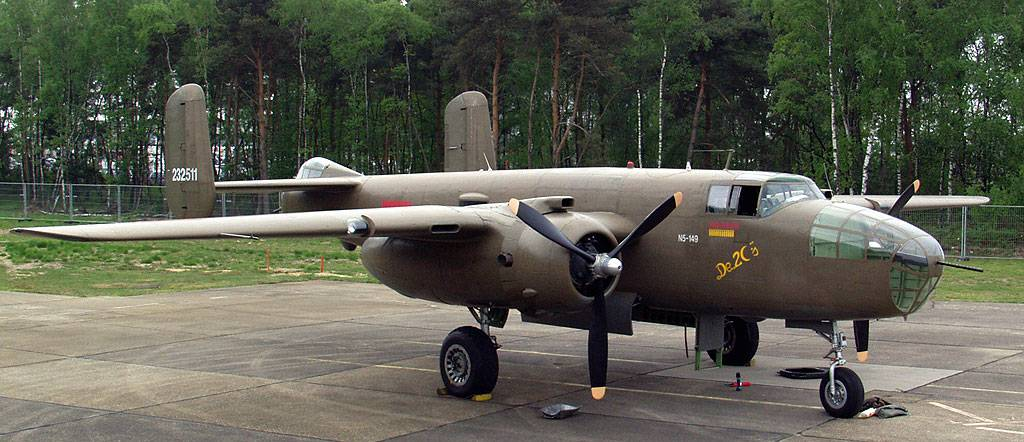
B-25 미첼. 2004년 5월 2일
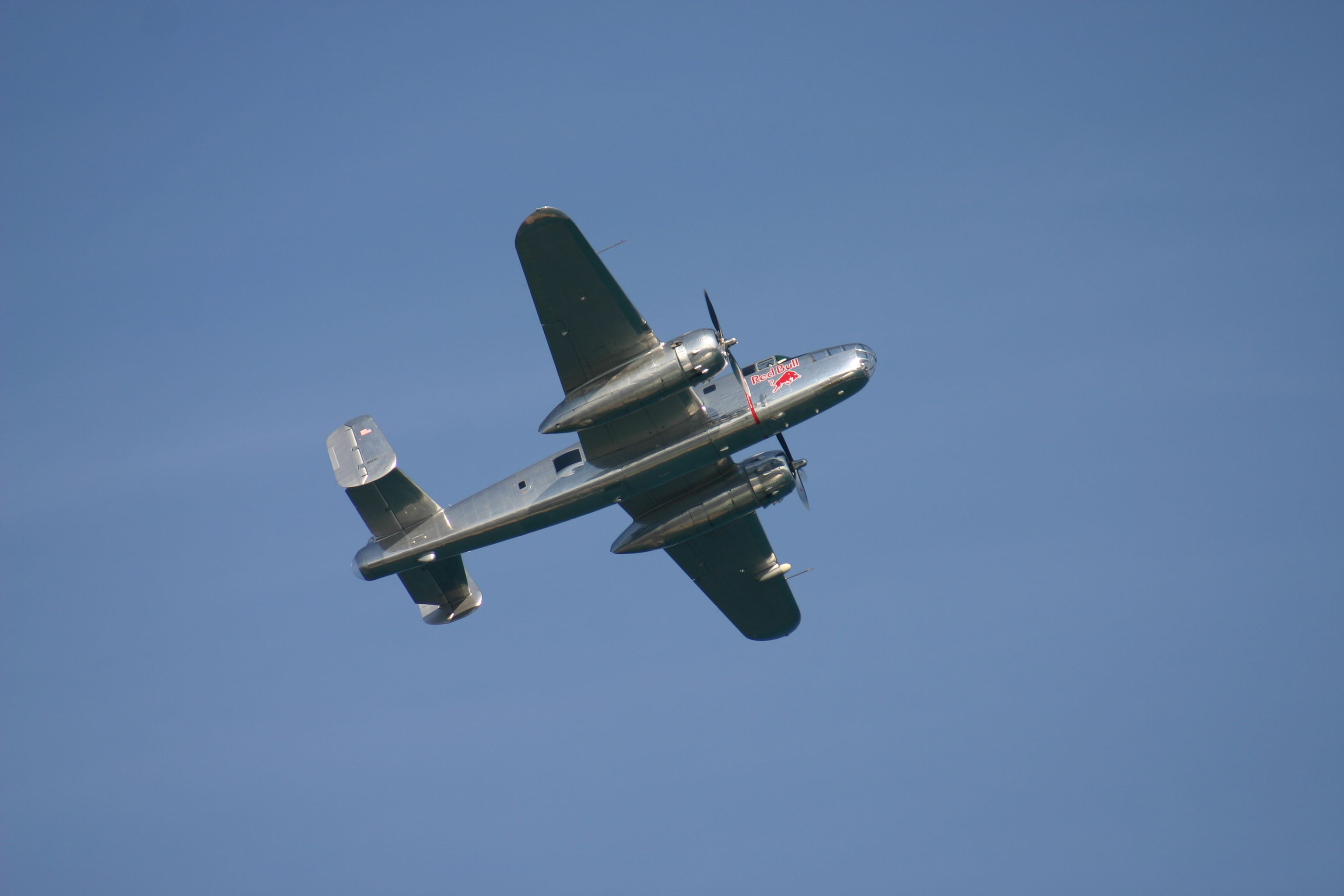
비행중인 B-25
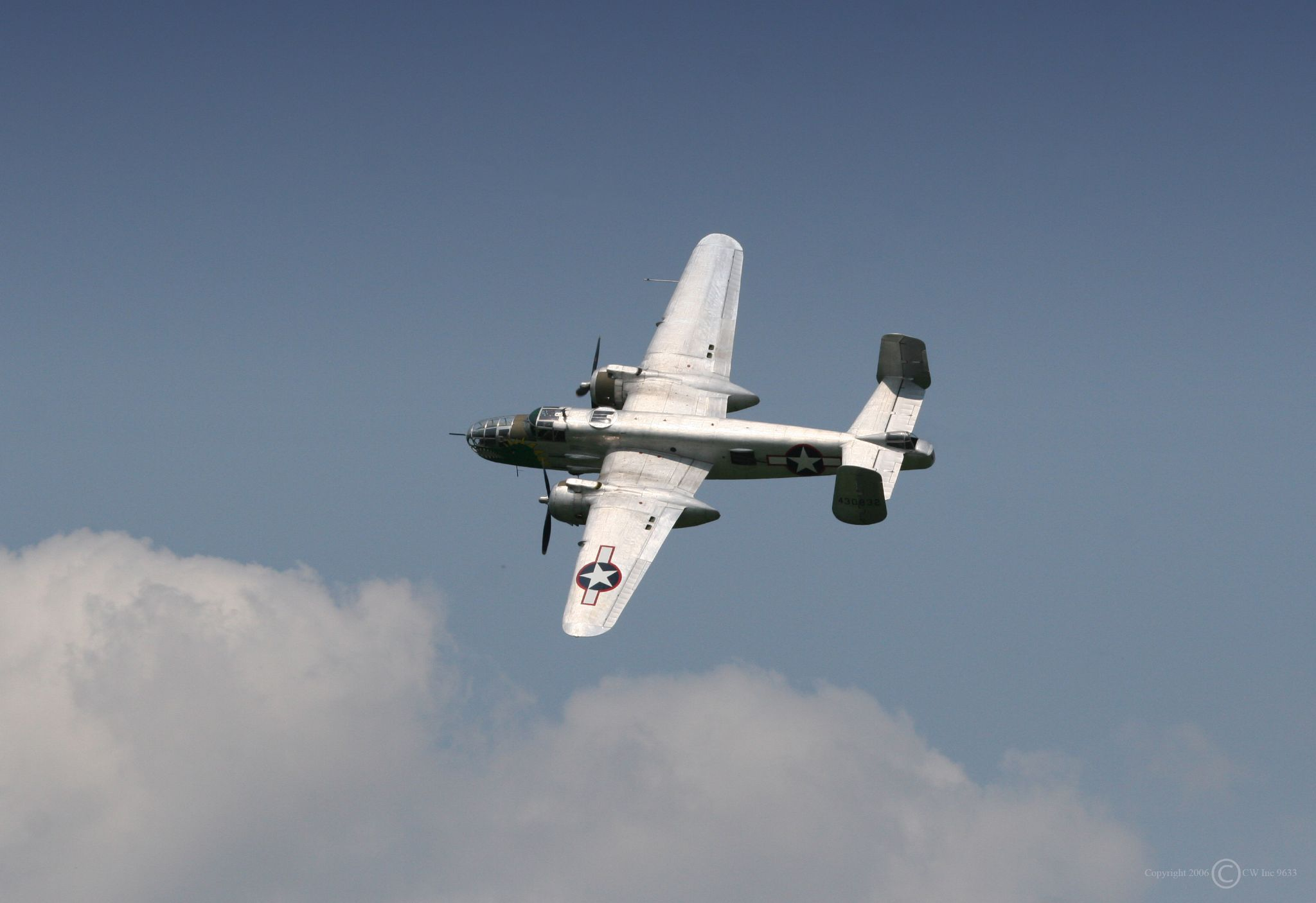
B-25 미첼
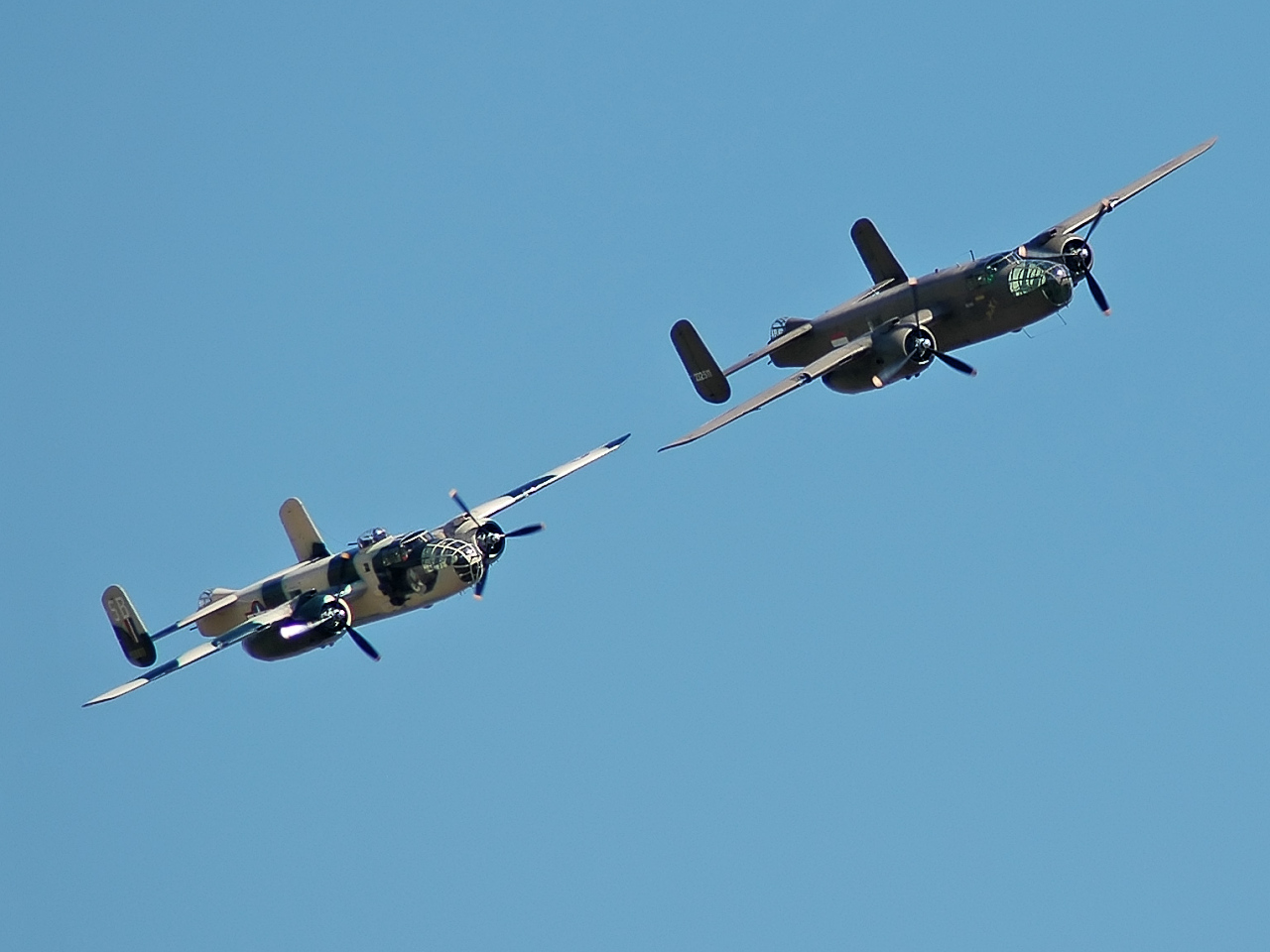
2기의 B-25J 미첼
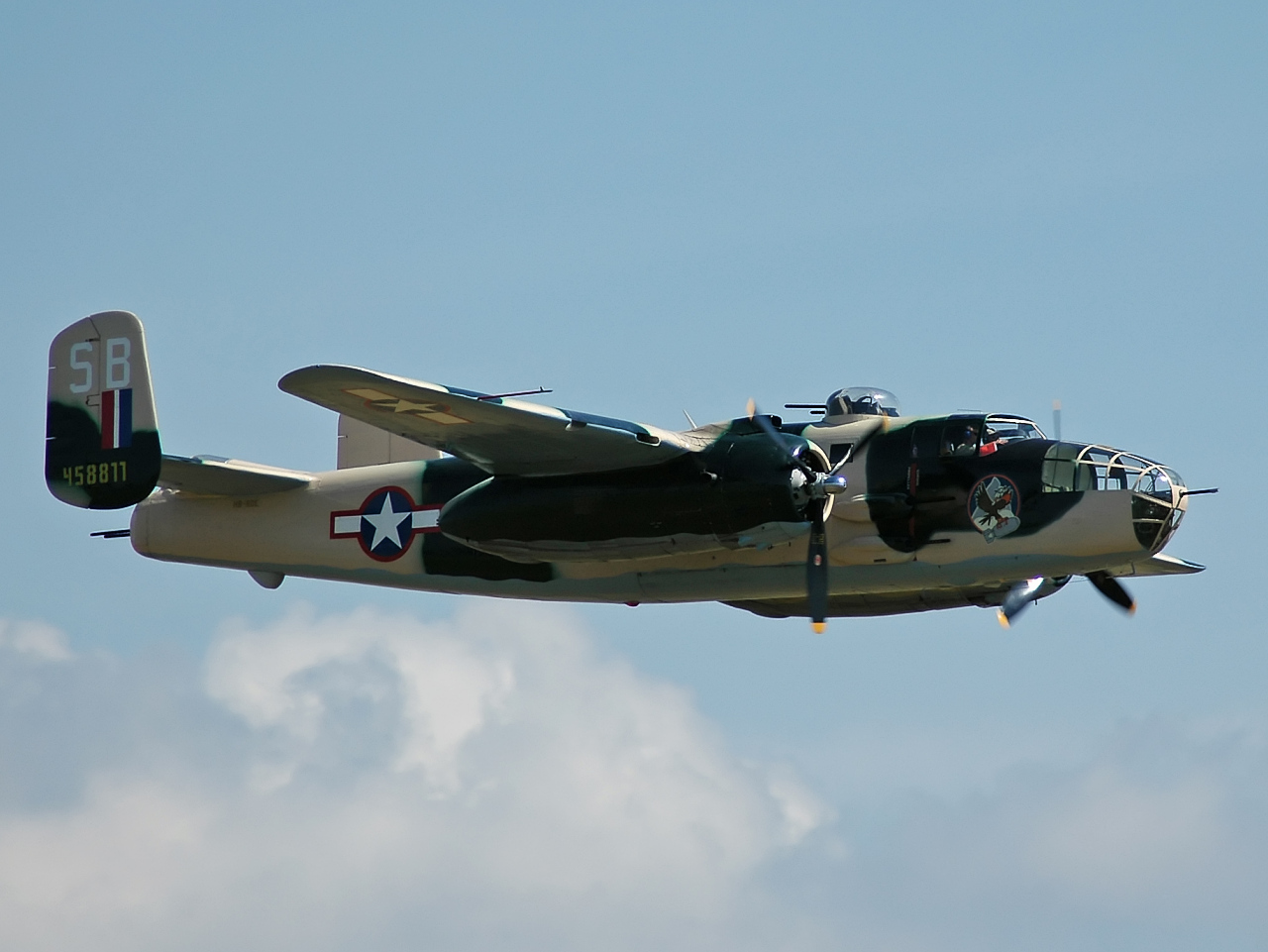
B-25J 미첼
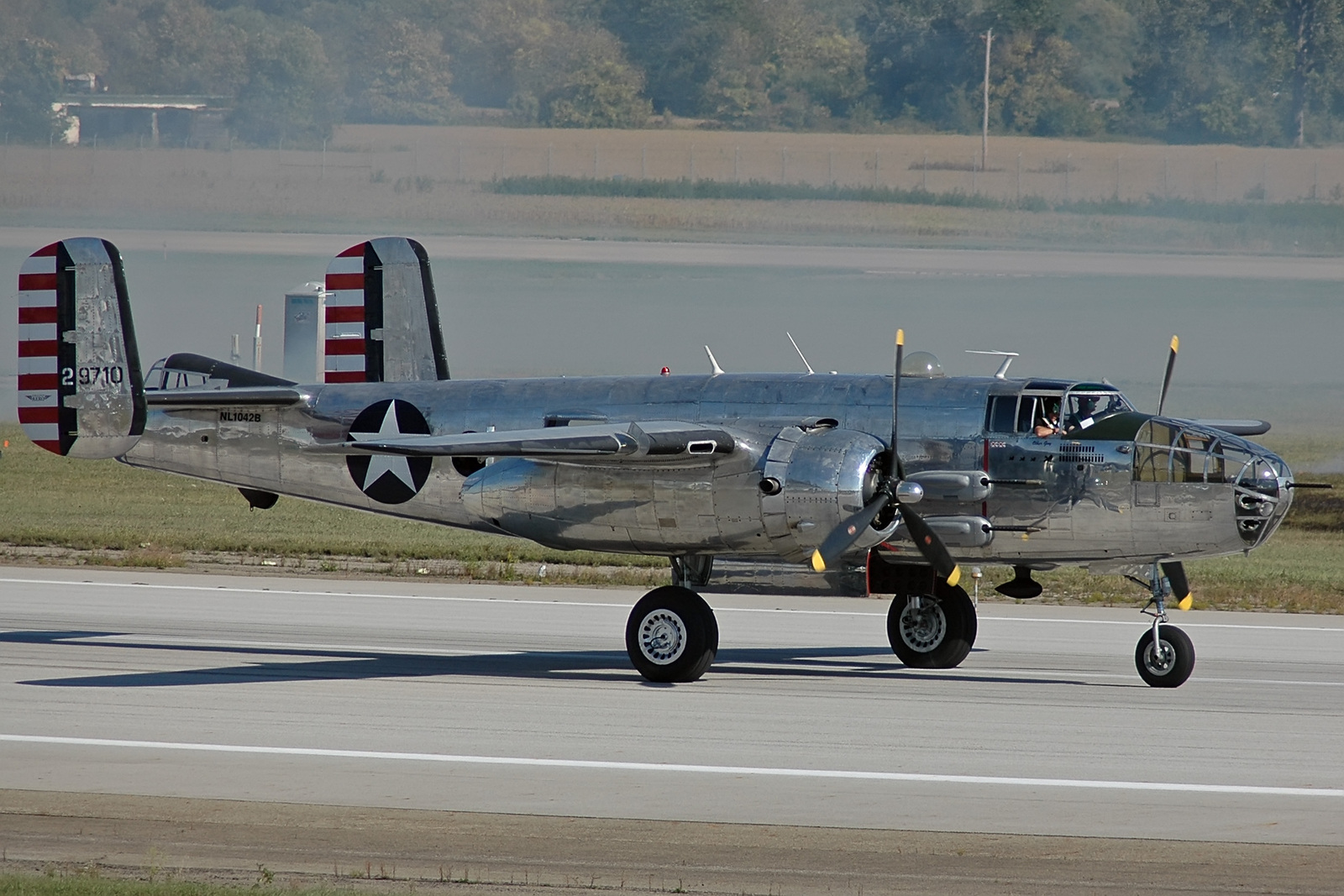
B-25 미첼. 2007년 9월

## 같이 보기
- 드 하빌랜드 모스키토
- 융커스 Ju 188
- 4식 중폭격기